# Adolf Wicklein (Widerstandskämpfer)
Adolf Wicklein (* 26. Januar 1886 in Neuhaus-Schierschnitz; † 5. Januar 1945 in Weimar) war ein deutscher Kommunist und Widerstandskämpfer gegen das Naziregime. Nach einem Urteil des Volksgerichtshofes wurde er im Innenhof des Weimarer Landgerichts mit dem Fallbeil getötet.

## Leben
Adolf Wicklein war der Sohn eines Postangestellten. Nach dem Besuch der Volksschule erlernte er den Beruf des Augeneinsetzers, einen für die Sonneberger Spielzeugindustrie typischen Beruf. Er betätigte sich in der Sozialistischen Arbeiterjugend (SAJ) und war im Arbeiterturnverein aktiv. Ende des Jahres 1918 lebte Wicklein in Mengersgereuth-Hämmern, wo er sich an der Gründung der dortigen KPD-Ortsgruppe beteiligte. 1920 setzte er sich im Kreis Sonneberg aktiv für einen gemeinsamen Streik von SPD- und KPD-Mitgliedern gegen den Kapp-Putsch ein. Zur Abwehr von Angriffen gegen die Thüringer Koalitionsregierung von SPD und KPD engagierte er sich 1923 für den Aufbau einer „Roten Hundertschaft“, die nach der Besetzung Thüringens durch die Reichswehr aufgelöst und von der SPD-geführten Reichsregierung verboten wurde.
Die infolge der Reichstagsbrandverordnung einsetzende Terrorwelle gegen die politischen Gegner des Naziregimes erfasste Ende Februar 1933 in Mengersgereuth dreizehn KPD-Mitglieder. Sie wurden verhaftet und in das KZ Nohra bei Weimar verbracht, das erste Konzentrationslager im Deutschen Reich. Als sogenannter „Schutzhäftling“ musste Adolf Wicklein mit seinen Genossen dort unter menschenunwürdigen Bedingungen leben und war physischen und psychischen Misshandlungen ausgesetzt. Bei ihrer Entlassung nach über acht Wochen warnte man sie davor, über die Haftbedingungen zu sprechen und ihre politische Tätigkeit fortzusetzen. Zurückgekehrt im Heimatort, wurden sie von der Gestapo überwacht und in sogenannten Schwarzen Listen erfasst. Die ansässigen Unternehmer wagten es nicht, ihnen Arbeit zu geben. Angesichts dieser Situation zog Wicklein mit seiner zweiten Ehefrau Frieda Wicklein und den beiden jüngsten seiner fünf Kinder in seinen Geburtsort Neuhaus-Schierschnitz. Doch auch hier fand er keinen festen Arbeitsplatz. Die Familie musste vom geringen Lohn seiner Frau leben und von dem, was seine Gelegenheitsarbeiten einbrachten. In Neuhaus suchte und fand er Kontakt zu Genossen, die er aus seiner politischen Tätigkeit vor dem Ersten Weltkrieg kannte. Eine kleine Gruppe Gleichgesinnter, der Wicklein angehörte, traf sich regelmäßig, um Nachrichten der „Feindsender“ abzuhören – vor allem die von Radio Moskau und Radio Beromünster. Diese Nachrichten verbreiteten sie auf unterschiedliche Weise und standen in Verbindung mit anderen illegal arbeitenden Gruppen im Thüringer Gebiet.
Einige Mitglieder dieser Gruppe wurden Mitte der dreißiger Jahre enttarnt, zu Gefängnisstrafen unter Aberkennung der bürgerlichen Ehrenrechte verurteilt und für „wehrunwürdig“ erklärt. Wicklein entkam nur durch Zufall der Verhaftung. Als sich das Regime auf den Krieg vorbereitete, fand auch er wieder Arbeit: eine der schmutzigsten und gesundheitsschädlichsten, die die Porzellanfabrik in Neuhaus zu bieten hatte. Er musste benutzte Rohstoffsäcke ausklopfen und auswaschen, um sie weiterverwenden zu können. Später bekam er dort eine Arbeit als Kapseldreher. Als eines Tages in der Abteilung Großdreherei eine Anzahl von Großkörpern unbrauchbar gemacht worden waren, entließ die Betriebsleitung alle dafür in Frage kommenden „Verdächtigen“, darunter auch Wicklein. Die Gestapo hatte diesen Sabotageakt nicht aufklären können. Der NS-Ortsgruppenleiter seines vorletzten Wohnortes Lindenberg soll geäußert haben, dass „man die ganze Familie Wicklein ausrotten müsste“. Nach der Kündigung seiner Arbeit in Neuhaus zog Adolf Wicklein mit seiner Frau und seiner Tochter Ella nach Sonneberg in das Haus Drehweg 63. Er hatte zwischenzeitlich wieder eine Anstellung als Kapseldreher in der Porzellanfabrik Hering in Köppelsdorf erhalten. Dort arbeitete er bis zu seiner neuerlichen Verhaftung, die im Sommer 1944 an seinem Arbeitsplatz erfolgte.
In Sonneberg lernte Adolf Wicklein den Kraftfahrer Otto Eichhorn-Gart und dessen Ehefrau Martha kennen, die im selben Haus wohnten. Anfang 1944 halfen die Familien Wicklein und Eichhorn-Gart mehreren sowjetischen Kriegsgefangenen, die von einem Arbeitseinsatz geflüchtet waren und denen sie in der Gartenhütte auf dem Grundstück ihres Wohnhauses ein Versteck verschafften. Die Aktivitäten der Familien zur Versorgung der Kriegsgefangenen mit Kleidern und Lebensmitteln wurden von den überwachenden Behörden registriert, so dass im Sommer 1944 die Gestapo in der Wohnung der Familie Wicklein eine Hausdurchsuchung vornahm. Dabei wurden ein Radiogerät sowie einige Schriftstücke beschlagnahmt. Wicklein wurde am Arbeitsplatz verhaftet und Gestapo-Beamte führten an seinem Beschäftigungsort und im Wohnungsumfeld Ermittlungen durch. In diesen Tagen verhaftete die Gestapo auch das Ehepaar Eichhorn-Gart und den im Nachbarhaus wohnenden Lokomotivführer Friedrich Parchwitz. Über den aus Lothringen stammenden Parchwitz war den Behörden gemeldet worden, er hätte freundlichen privaten Umgang mit einem französischen Zwangsarbeiter, mit dem er auf Französisch unverständliche Gespräche führe. Wicklein und Parchwitz wurden im Gestapogefängnis in Weimar gemeinsam in einer Zelle eingesperrt und abwechselnd intensiv verhört. Da Adolf Wicklein unter fortdauernden schwersten Misshandlungen eine Komplizenschaft seines Mithäftlings wie auch anderer Personen bestritt, wurde Parchwitz, der jegliche Mitwisserschaft oder auch Fraternisierung mit Kriegsgegnern leugnete, nach einigen Wochen aus der Haft entlassen. Das Ehepaar Eichhorn-Gart blieb in Haft, weil Beweise zur unrechtmäßigen Beschaffung von Textilien und Lebensmitteln vorlagen.
Nach der Haftentlassung berichtete Parchwitz im engsten Familienkreis über die grausamen Verhöre im Gestapogefängnis. Adolf Wicklein wurde dort mehrmals bis zur Bewusstlosigkeit verprügelt. Außerdem war ihnen in der Zelle Wickleins Rasiermesser zur unbeaufsichtigten Verwendung und als subtile Aufforderung zum Suizid überlassen worden. Am 2. Dezember 1944 tagte in Rudolstadt der Volksgerichtshof in der Strafsache gegen Adolf Wicklein sowie gegen Otto und Martha Eichhorn-Gart. Wickleins Töchter und seine Ehefrau wohnten der Verhandlung bei. Als Adolf Wicklein auf der Anklagebank Platz nahm, ließ er wie zufällig seinen Gefängniskittel etwas herunterrutschen. Seine Schulter und sein Oberarm waren von Misshandlungen gezeichnet. Das vom Volksgerichtshof ausgesprochene Todesurteil traf seine Frau und seine Kinder hart. Sein Sohn Werner hatte ein Gnadengesuch eingereicht. Die Nazi-Behörden schreckten auch nicht davor zurück, der Ehefrau von Adolf Wicklein die Haft-, Verhandlungs- und Hinrichtungskosten in Rechnung zu stellen. Eine formlose „Quittung“ in der Gerichtsakte belegt, dass sein Leichnam noch am Hinrichtungstag der Anatomie der Universität Jena übergeben worden war.
An seine Ehefrau erging ebenfalls am 5. Januar 1945 ein Schreiben, mit dem ihr ohne Anrede mitgeteilt wurde: „Das Todesurteil gegen Adolf Wicklein ist heute vollstreckt worden. Eine Veröffentlichung der Todesanzeige ist unzulässig.“
Die Ehefrau von Adolf Wicklein, Frida Wicklein, verstarb im Februar 1955 mit 56 Jahren an den Folgen ihrer gesundheitsschädigenden Arbeit in der Porzellanindustrie.

## Erinnerung
In der DDR wurde Adolf Wicklein als Antifaschist und Widerstandskämpfer geehrt:
- Sowohl in seinem Geburtsort Neuhaus-Schierschnitz als auch an seinem letzten Wohnort Sonneberg wurden zu DDR-Zeiten jeweils eine Straße nach Wicklein benannt. Beide Straßennamen wurden nach der Wende wieder beseitigt.
- Die Betriebsberufsschule des VEB Elektrokeramik Sonneberg (EKS), jenes Betriebes, zu dem die ehemalige Porzellanfabrik Hering gehörte, und die Betriebssportgemeinschaft EKS sowie eine Kampfgruppeneinheit, welche seinen Namen trugen, wurden 1990 aufgelöst.
- Am Ort seiner Verhaftung in der Otto-Bergner-Straße erinnert seit August 2021 ein „Stolperstein“ an Adolf Wicklein.